# Mniobia modesta
Mniobia modesta är en hjuldjursart som beskrevs av Donner 1951. Mniobia modesta ingår i släktet Mniobia och familjen Philodinidae. Inga underarter finns listade i Catalogue of Life.